# 新跨太平洋海缆
新跨太平洋海缆（英语:New Cross Pacific Cable Network，简称:NCP）是由亚太地区电信运营商合作建造的跨太平洋高容量海底光缆系统，可为中国大陆、台湾、韩国、日本及美国提供光纤连接。于2011年筹划建设，2014年底正式签署《新跨太平洋（NCP）国际海底光缆系统建设与维护协议》，2018年建成投产。初始设计便采用相干100Gb/s波分复用技术的中美直达海底光缆系统，总长度达13600公里。该海底光缆跨洋段主干段建设7对纤芯，设计容量超过82Tb/s，是2017年退役的第一代中美海底光缆设计容量的1050倍；其亚洲段分支另设2对纤芯，设计容量超过24Tb/s。